# Calm after the storm
Calm after the storm is een lied uit 2014 van The Common Linnets, een duo bestaande uit de Nederlandse zangers Ilse DeLange en Waylon. The Common Linnets behaalden met dit lied voor Nederland een tweede plaats op het Eurovisiesongfestival 2014 in Kopenhagen. Het nummer won daarnaast op het festival twee Marcel Bezençon Awards.

## Achtergrond
Nadat studiosessies in de Ardennen en Nashville, met onder meer Daniël Lohues, onvoldoende repertoire hadden opgeleverd, kwam dit nummer tot stand in de Wisseloord Studio's te Hilversum. Muziekproducent JB Meijers zorgde voor de opzet van het lied. DeLange en Waylon zouden samen de tekst schrijven, maar nadat een schrijfsessie na de eerste zin, van de hand van Waylon, was afgebroken, maakten DeLange en Meijers het nummer af. Waylon benadrukte dat het eren van zijn countryhelden - Waylon Jennings, Johnny Cash, Willie Nelson - voor hem de reden was om mee te doen Later bij RTL Late Night op 29 augustus 2014 vatte DeLange het samen als het mooiste in haar carrière en tegelijkertijd het meest zwarte gedeelte wat ik heb gekend, over haar breuk met Waylon daarna. Op 4 maart 2014 werd de titel bekendgemaakt. De première (voor de akoestische versie) was voor het televisieprogramma De Wereld Draait Door van 12 maart 2014. De radiopremière was de volgende dag weggelegd voor Gouden Uren van Daniël Dekker.
Een videoclip werd geschoten aan de dijk van Edam.

## Betekenis
Het nummer gaat over een scheiding tussen twee geliefden. Nadat eerst de emoties hoog zijn opgelopen ("storm" en "black and blue") berusten zij ("calm") beiden in het onvermijdelijke. De ontvangst was wisselend. DeLange en Waylon gaven aan dat zij niet per se uit waren op een goed scorend lied (al zou dat mooi meegenomen zijn), maar dat ze iets hadden uitgekozen dat ze zelf mooi vonden en tot promotie van het album (The Common Linnets) zou kunnen dienen.
Vooraf aan het Eurovisiesongfestival werd het lied in Nederland door velen als kansloos ingeschat. Na het bereiken van de finale, waar het 238 punten behaalde, steeg de waardering. Van acht landen kreeg het twaalf punten, het maximaal haalbare. Die acht waren Polen, Letland, IJsland, Duitsland, Noorwegen, Estland, Hongarije en Litouwen. Conchita Wurst won uiteindelijk voor The Common Linnets namens Oostenrijk met 290 punten. In de eerste halve finale kreeg Calm after the storm het meeste aantal punten. Wurst won in de andere halve finale.

## Trivia
- In 2019 maakte Belgisch cabaretduo Kommil Foo een Nederlandstalige cover van het nummer voor het televisieprogramma Liefde voor muziek, genaamd Stilte Na De Storm.

## Hitnoteringen
Een week na de verschijning kwam Calm after the storm op nummer 1 binnen in de Single Top 100. De verkoop zakte daarna vrij snel in. Toch werd op 19 april 2014 bekendgemaakt dat er meer dan tienduizend exemplaren van het nummer zijn verkocht, goed voor een gouden status. Nadat de single de finale had behaald, won Calm after the storm weer aan populariteit. In de Top 100 steeg het opnieuw naar de eerste plaats, terwijl in de Nederlandse Top 40 het record van hoogste re-entry werd gebroken.
Na de finale werd Calm after the storm ook goed ontvangen in de buitenlandse hitlijsten. In de Vlaamse Ultratop 50 bereikte de single de eerste plaats, terwijl in onder meer Duitsland, Oostenrijk, Zwitserland, Groot-Brittannië, Denemarken, Spanje een top 10-notering werd behaald. In veel landen waren The Common Linnets daarmee succesvoller dan winnaar Conchita Wurst. Calm after the storm was in Groot-Brittannië pas de vierde niet-winnende Songfestivalplaat van buiten de Britse landsgrenzen die een top 10-hit scoorde. In Duitsland en Oostenrijk behaalde Calm after the storm net als in Nederland de gouden status, goed voor respectievelijk 150 duizend en 15 duizend verkochte exemplaren.
Na het songfestival stond Calm after the storm in 14 landen op nummer 1.

### Nederlandse Top 40
| Hitnotering: (Week 1 t/m 3) 29-03-2014 t/m 12-04-2014 Hitnotering: (Week 4 t/m 13) 17-05-2014 t/m 19-07-2014 | Hitnotering: (Week 1 t/m 3) 29-03-2014 t/m 12-04-2014 Hitnotering: (Week 4 t/m 13) 17-05-2014 t/m 19-07-2014 | Hitnotering: (Week 1 t/m 3) 29-03-2014 t/m 12-04-2014 Hitnotering: (Week 4 t/m 13) 17-05-2014 t/m 19-07-2014 | Hitnotering: (Week 1 t/m 3) 29-03-2014 t/m 12-04-2014 Hitnotering: (Week 4 t/m 13) 17-05-2014 t/m 19-07-2014 | Hitnotering: (Week 1 t/m 3) 29-03-2014 t/m 12-04-2014 Hitnotering: (Week 4 t/m 13) 17-05-2014 t/m 19-07-2014 | Hitnotering: (Week 1 t/m 3) 29-03-2014 t/m 12-04-2014 Hitnotering: (Week 4 t/m 13) 17-05-2014 t/m 19-07-2014 | Hitnotering: (Week 1 t/m 3) 29-03-2014 t/m 12-04-2014 Hitnotering: (Week 4 t/m 13) 17-05-2014 t/m 19-07-2014 | Hitnotering: (Week 1 t/m 3) 29-03-2014 t/m 12-04-2014 Hitnotering: (Week 4 t/m 13) 17-05-2014 t/m 19-07-2014 | Hitnotering: (Week 1 t/m 3) 29-03-2014 t/m 12-04-2014 Hitnotering: (Week 4 t/m 13) 17-05-2014 t/m 19-07-2014 | Hitnotering: (Week 1 t/m 3) 29-03-2014 t/m 12-04-2014 Hitnotering: (Week 4 t/m 13) 17-05-2014 t/m 19-07-2014 | Hitnotering: (Week 1 t/m 3) 29-03-2014 t/m 12-04-2014 Hitnotering: (Week 4 t/m 13) 17-05-2014 t/m 19-07-2014 | Hitnotering: (Week 1 t/m 3) 29-03-2014 t/m 12-04-2014 Hitnotering: (Week 4 t/m 13) 17-05-2014 t/m 19-07-2014 | Hitnotering: (Week 1 t/m 3) 29-03-2014 t/m 12-04-2014 Hitnotering: (Week 4 t/m 13) 17-05-2014 t/m 19-07-2014 | Hitnotering: (Week 1 t/m 3) 29-03-2014 t/m 12-04-2014 Hitnotering: (Week 4 t/m 13) 17-05-2014 t/m 19-07-2014 | Hitnotering: (Week 1 t/m 3) 29-03-2014 t/m 12-04-2014 Hitnotering: (Week 4 t/m 13) 17-05-2014 t/m 19-07-2014 | Hitnotering: (Week 1 t/m 3) 29-03-2014 t/m 12-04-2014 Hitnotering: (Week 4 t/m 13) 17-05-2014 t/m 19-07-2014 |
| Week: | 1 | 2 | 3 | | 4 | 5 | 6 | 7 | 8 | 9 | 10 | 11 | 12 | 13 | |
| --- | --- | --- | --- | --- | --- | --- | --- | --- | --- | --- | --- | --- | --- | --- | --- |
| Positie: | 36 | 35 | 39 | uit | 3 | 2 | 4 | 6 | 7 | 15 | 22 | 29 | 35 | 40 | uit |

### NederlandseSingle Top 100
| Hitnotering: 22-03-2014 t/m 20-09-2014 | Hitnotering: 22-03-2014 t/m 20-09-2014 | Hitnotering: 22-03-2014 t/m 20-09-2014 | Hitnotering: 22-03-2014 t/m 20-09-2014 | Hitnotering: 22-03-2014 t/m 20-09-2014 | Hitnotering: 22-03-2014 t/m 20-09-2014 | Hitnotering: 22-03-2014 t/m 20-09-2014 | Hitnotering: 22-03-2014 t/m 20-09-2014 | Hitnotering: 22-03-2014 t/m 20-09-2014 | Hitnotering: 22-03-2014 t/m 20-09-2014 | Hitnotering: 22-03-2014 t/m 20-09-2014 | Hitnotering: 22-03-2014 t/m 20-09-2014 | Hitnotering: 22-03-2014 t/m 20-09-2014 | Hitnotering: 22-03-2014 t/m 20-09-2014 | Hitnotering: 22-03-2014 t/m 20-09-2014 |
| Week:                                  | 1                                      | 2                                      | 3                                      | 4                                      | 5                                      | 6                                      | 7                                      | 8                                      | 9                                      | 10                                     | 11                                     | 12                                     | 13                                     | 14                                     |
| -------------------------------------- | -------------------------------------- | -------------------------------------- | -------------------------------------- | -------------------------------------- | -------------------------------------- | -------------------------------------- | -------------------------------------- | -------------------------------------- | -------------------------------------- | -------------------------------------- | -------------------------------------- | -------------------------------------- | -------------------------------------- | -------------------------------------- |
| Positie:                               | 1                                      | 11                                     | 30                                     | 36                                     | 31                                     | 26                                     | 49                                     | 1                                      | 1                                      | 2                                      | 1                                      | 2                                      | 11                                     | 16                                     |
| Week:                                  | 15                                     | 16                                     | 17                                     | 18                                     | 19                                     | 20                                     | 21                                     | 22                                     | 23                                     | 24                                     | 25                                     | 26                                     | 27                                     |                                        |
| Positie:                               | 22                                     | 29                                     | 32                                     | 41                                     | 50                                     | 42                                     | 55                                     | 56                                     | 72                                     | 83                                     | 64                                     | 91                                     | 99                                     | uit                                    |

### VlaamseUltratop 50
| Hitnotering: 17-05-2014 t/m 02-08-2014 | Hitnotering: 17-05-2014 t/m 02-08-2014 | Hitnotering: 17-05-2014 t/m 02-08-2014 | Hitnotering: 17-05-2014 t/m 02-08-2014 | Hitnotering: 17-05-2014 t/m 02-08-2014 | Hitnotering: 17-05-2014 t/m 02-08-2014 | Hitnotering: 17-05-2014 t/m 02-08-2014 | Hitnotering: 17-05-2014 t/m 02-08-2014 | Hitnotering: 17-05-2014 t/m 02-08-2014 | Hitnotering: 17-05-2014 t/m 02-08-2014 | Hitnotering: 17-05-2014 t/m 02-08-2014 | Hitnotering: 17-05-2014 t/m 02-08-2014 | Hitnotering: 17-05-2014 t/m 02-08-2014 | Hitnotering: 17-05-2014 t/m 02-08-2014 |
| Week:                                  | 1                                      | 2                                      | 3                                      | 4                                      | 5                                      | 6                                      | 7                                      | 8                                      | 9                                      | 10                                     | 11                                     | 12                                     |                                        |
| -------------------------------------- | -------------------------------------- | -------------------------------------- | -------------------------------------- | -------------------------------------- | -------------------------------------- | -------------------------------------- | -------------------------------------- | -------------------------------------- | -------------------------------------- | -------------------------------------- | -------------------------------------- | -------------------------------------- | -------------------------------------- |
| Positie:                               | 1                                      | 4                                      | 7                                      | 11                                     | 13                                     | 20                                     | 30                                     | 37                                     | 39                                     | 37                                     | 37                                     | 49                                     | uit                                    |

### VlaamseRadio 2 Top 30
| Hitnotering: 17-05-2014 t/m 02-08-2014 | Hitnotering: 17-05-2014 t/m 02-08-2014 | Hitnotering: 17-05-2014 t/m 02-08-2014 | Hitnotering: 17-05-2014 t/m 02-08-2014 | Hitnotering: 17-05-2014 t/m 02-08-2014 | Hitnotering: 17-05-2014 t/m 02-08-2014 | Hitnotering: 17-05-2014 t/m 02-08-2014 | Hitnotering: 17-05-2014 t/m 02-08-2014 | Hitnotering: 17-05-2014 t/m 02-08-2014 | Hitnotering: 17-05-2014 t/m 02-08-2014 | Hitnotering: 17-05-2014 t/m 02-08-2014 | Hitnotering: 17-05-2014 t/m 02-08-2014 | Hitnotering: 17-05-2014 t/m 02-08-2014 | Hitnotering: 17-05-2014 t/m 02-08-2014 |
| Week:                                  | 1                                      | 2                                      | 3                                      | 4                                      | 5                                      | 6                                      | 7                                      | 8                                      | 9                                      | 10                                     | 11                                     | 12                                     |                                        |
| -------------------------------------- | -------------------------------------- | -------------------------------------- | -------------------------------------- | -------------------------------------- | -------------------------------------- | -------------------------------------- | -------------------------------------- | -------------------------------------- | -------------------------------------- | -------------------------------------- | -------------------------------------- | -------------------------------------- | -------------------------------------- |
| Positie:                               | 1                                      | 1                                      | 2                                      | 3                                      | 6                                      | 8                                      | 10                                     | 11                                     | 17                                     | 24                                     | 26                                     | 29                                     | uit                                    |

### NPO Radio 2 Top 2000
| Nummer met noteringen in de NPO Radio 2 Top 2000 | '14 | '15 | '16 | '17 | '18 | '19 | '20 | '21 | '22  | '23  | '24  |
| ------------------------------------------------ | --- | --- | --- | --- | --- | --- | --- | --- | ---- | ---- | ---- |
| Calm after the storm                             | 145 | 141 | 253 | 372 | 631 | 612 | 675 | 713 | 1000 | 1213 | 1302 |

1. ↑  Een vetgedrukt getal geeft de hoogste notering aan.
2. ↑  2014 was het eerste jaar met een notering voor dit nummer.

1956: De vogels van Holland / Voorgoed voorbij · 1957: Net als toen · 1958: Heel de wereld · 1959: 'n Beetje · 1960: Wat een geluk · 1961: Wat een dag · 1962: Katinka · 1963: Een speeldoos · 1964: Jij bent mijn leven · 1965: 't Is genoeg · 1966: Fernando en Filippo · 1967: Ring-dinge-ding · 1968: Morgen · 1969: De troubadour · 1970: Waterman · 1971: Tijd · 1972: Als het om de liefde gaat · 1973: De oude muzikant · 1974: Ik zie een ster · 1975: Ding-a-dong · 1976: The party's over · 1977: De mallemolen · 1978: 't Is O.K. · 1979: Colorado · 1980: Amsterdam · 1981: Het is een wonder · 1982: Jij en ik · 1983: Sing me a song · 1984: Ik hou van jou · 1986: Alles heeft ritme · 1987: Rechtop in de wind · 1988: Shangri-la · 1989: Blijf zoals je bent · 1990: Ik wil alles met je delen · 1992: Wijs me de weg · 1993: Vrede · 1994: Waar is de zon · 1996: De eerste keer · 1997: Niemand heeft nog tijd · 1998: Hemel en aarde · 1999: One good reason · 2000: No goodbyes · 2001: Out on my own · 2003: One more night · 2004: Without you · 2005: My impossible dream · 2006: Amambanda · 2007: On top of the world · 2008: Your heart belongs to me · 2009: Shine · 2010: Ik ben verliefd (sha-la-lie) · 2011: Never alone · 2012: You and me · 2013: Birds · 2014: Calm after the storm · 2015: Walk along · 2016: Slow down · 2017: Lights and shadows · 2018: Outlaw in 'em · 2019: Arcade · 2020: Grow · 2021: Birth of a new age · 2022: De diepte · 2023: Burning daylight · 2024: Europapa